# Mrozowice (obwód lwowski)
Mrozowice (ukr. Морозовичі, Morozowyczi) – wieś w rejonie samborskim (wcześniej w rejonie starosamborskim) obwodu lwowskiego Ukrainy. Miejscowość liczy około 300 mieszkańców. Leży nad rzeką Dniestr. Podlega torczynowickiej silskiej radzie.
W 1921 liczyły około 415 mieszkańców. Przed II wojną światową należały do powiatu samborskiego w województwie lwowskim.

## Ważniejsze obiekty
- Cerkiew św. Jana Ewangelisty w Mrozowicach – cerkiew greckokatolicka